# Mennica we Lwowie
Mennica we Lwowie – mennica:
- ruska, w której bito[2]:

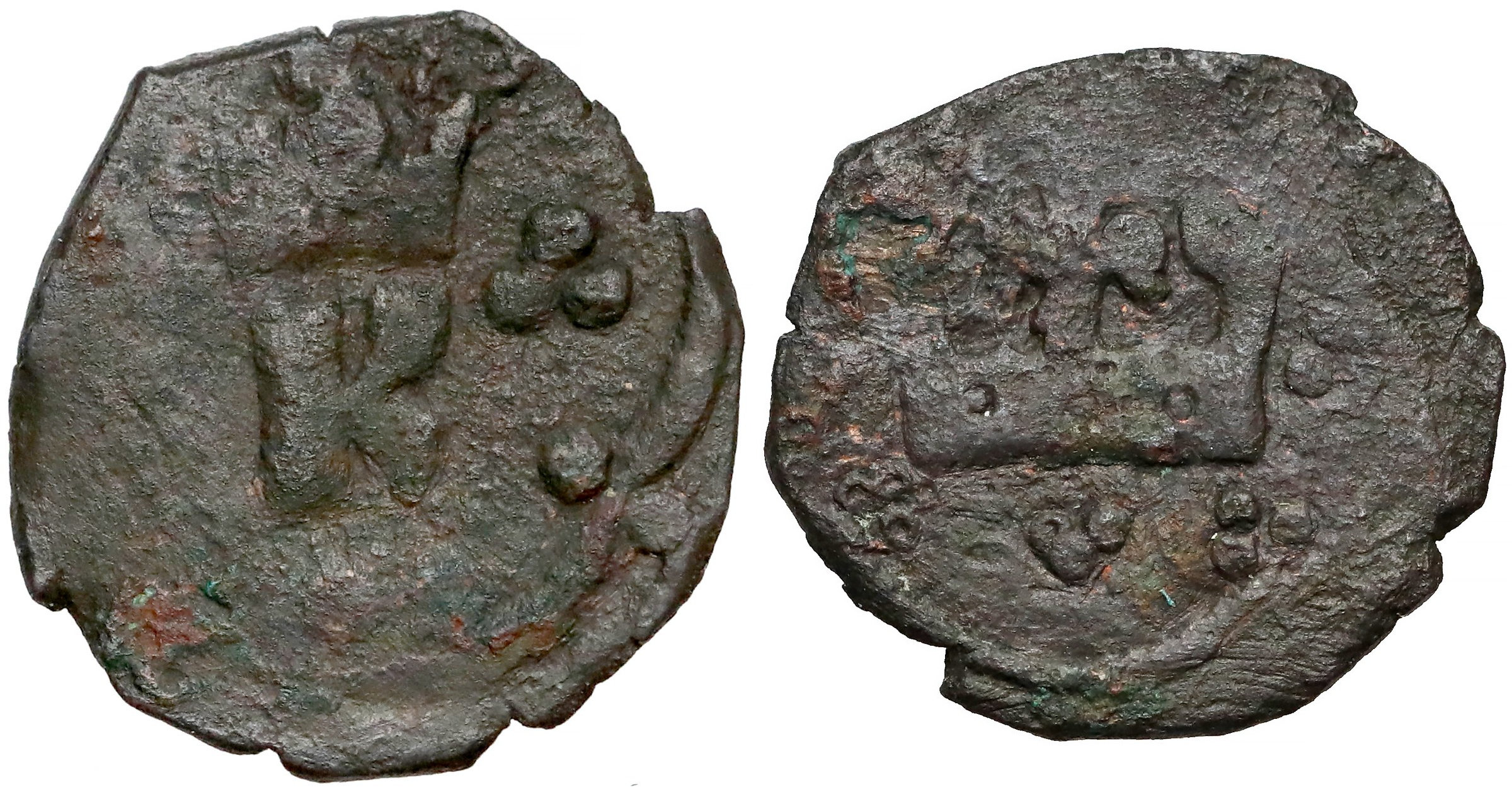
Puło ruskie Kazimierza III bite we Lwowie

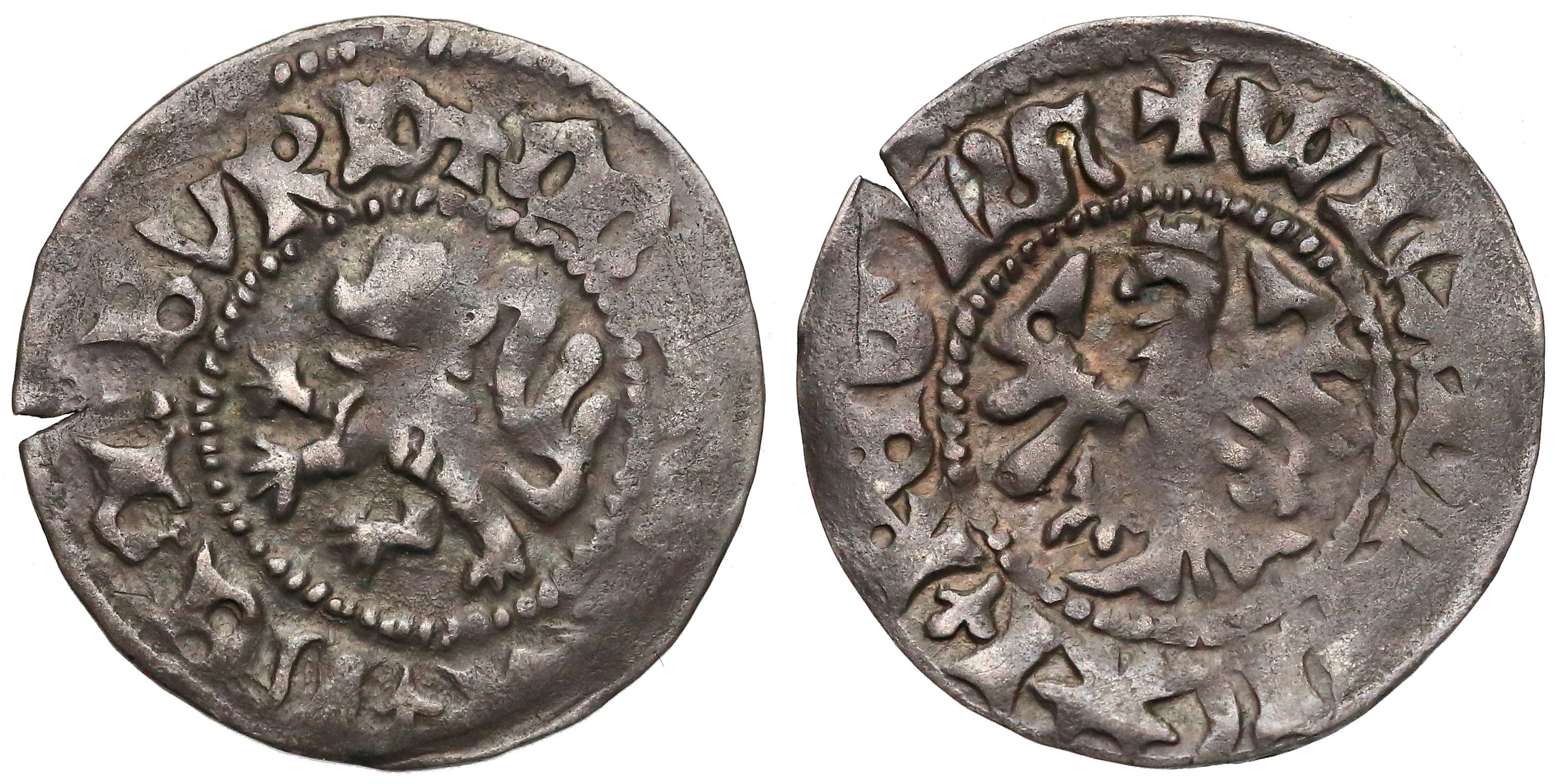
Półgrosz Władysława II Jagiełły bity we Lwowie

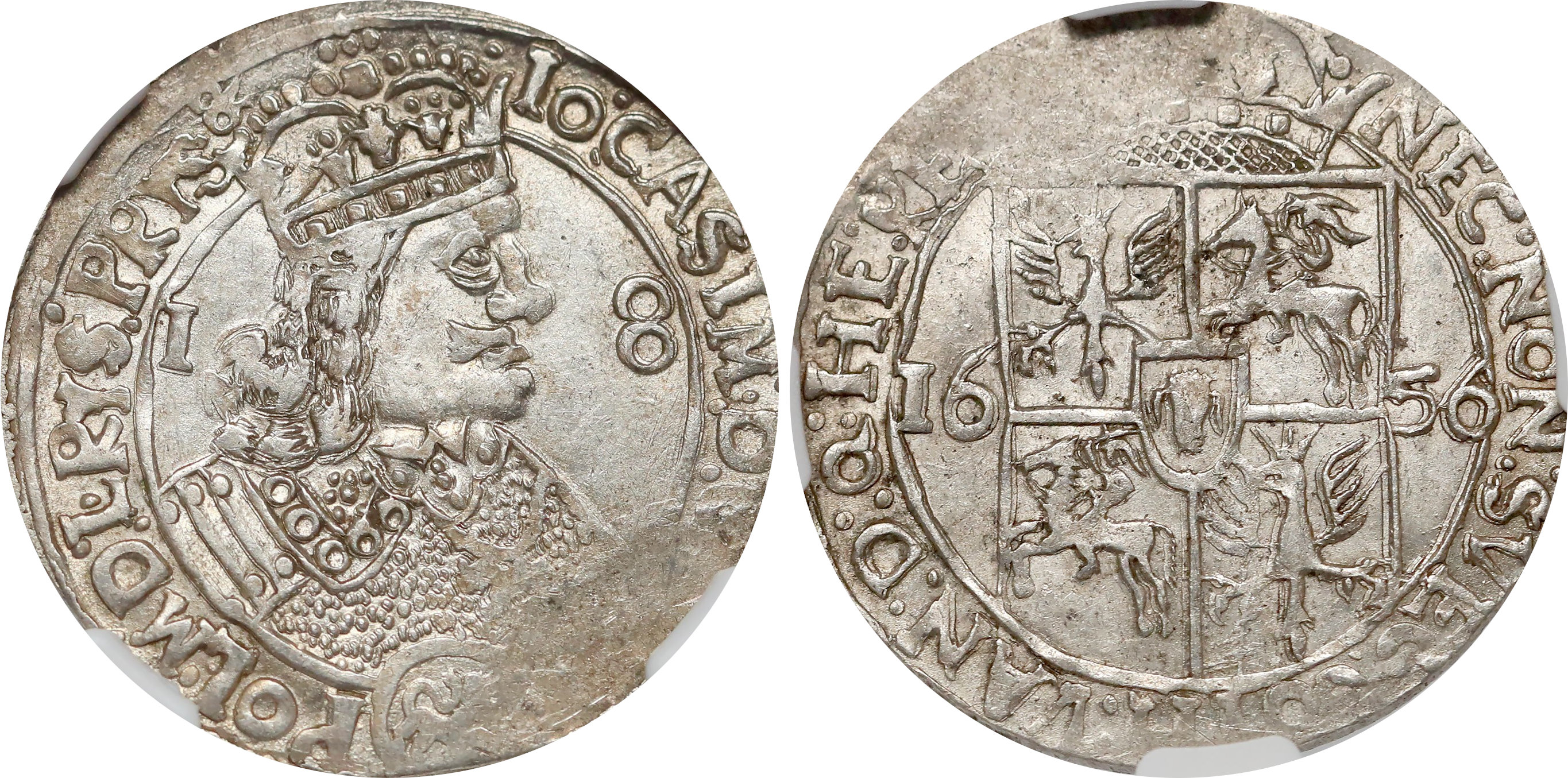
Ort koronny (1656) bity we Lwowie

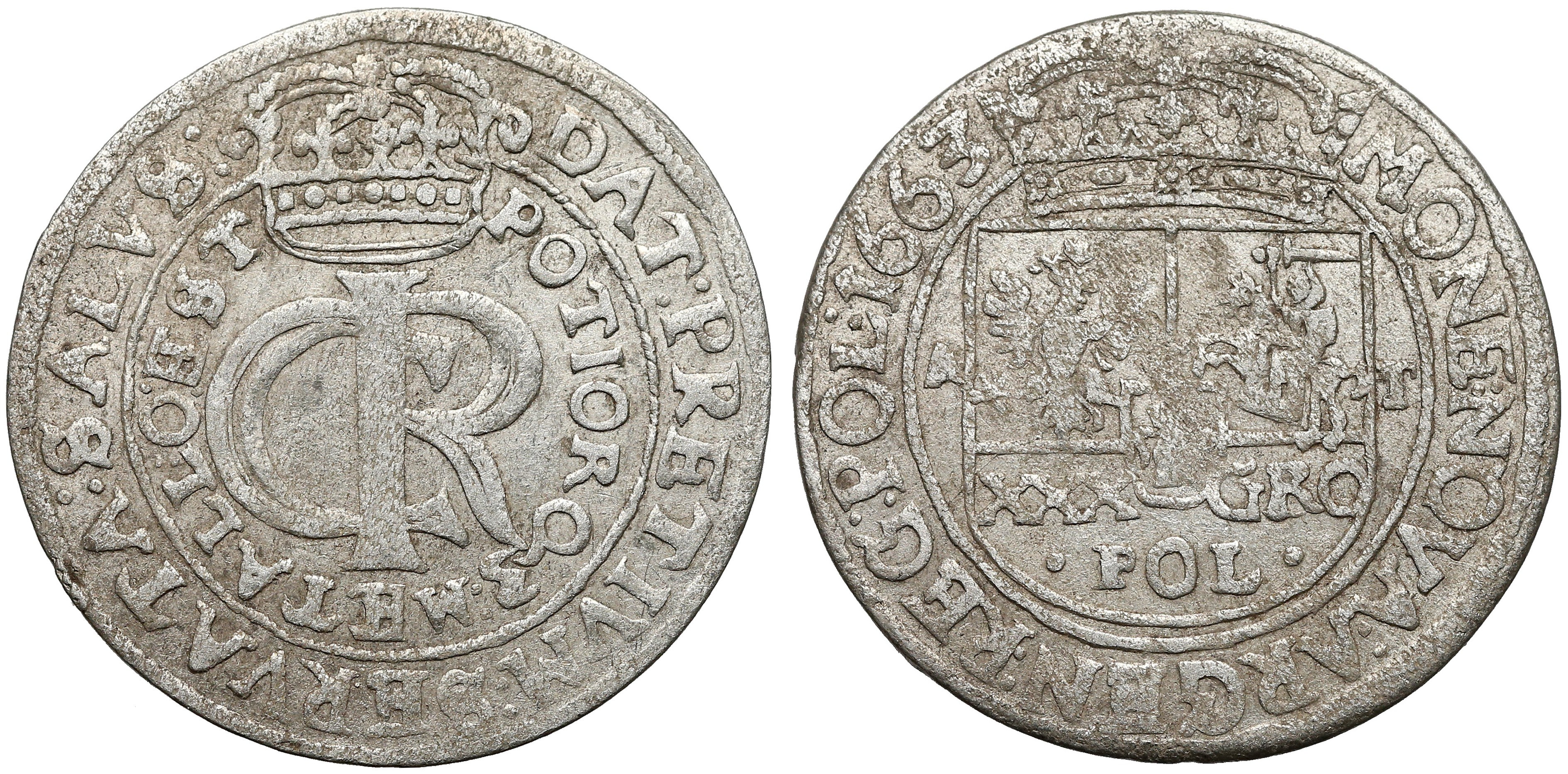
Tymf (1663) ze Lwowa

  - miedziane puły oraz srebrne kwartniki za panowania:
    - Kazimierza III,
    - Ludwika Węgierskiego,
    - Władysława Opolczyka,

  - za panowania Władysława II Jagiełły:
    - półgrosze ruskie (MONETA RVSSIE),
    - półgrosze lwowskie (MONETA LEMBVRG),
- koronna, w której za panowania Jana II Kazimierza bito[2]:
  - ze sreber kościelnych, od maja 1656, do stycznia 1657 r.:
    - szóstaki (11 988 sztuk)
    - orty (207 075 sztuk),

  - w czasie dzierżawy G.B. Amurettiego (1660–1662) i Andrzeja Tymfa (1663) bito[1]:
    - półtoraki (1661),
    - szóstaki (1660–1662),
    - orty (1660),
    - złotówki (1663–1664),
    - talary (1661),
    - dukaty (1661),
    - dwudukaty (1660–1661).

Mennica funkcjonowała prawdopodobnie w kamienicy Bandinellego na rogu Rynku 2 i ul. Dominikańskiej oraz w dwóch dostawionych szopach drewnianych.